# Augusto H. Álvarez
Augusto Harold Álvarez García (Mérida, Yucatán; 24 de diciembre de 1914 - Ciudad de México, 29 de noviembre de 1995) fue un arquitecto mexicano.

## Vida y obra
Fue alumno del arquitecto José Villagrán Garcia. A lo largo de su carrera fue socio de los arquitectos Juan Sordo Madaleno, Enrique Carral Icaza, Salvador Ortega, José Adolfo Wiechers y Ricardo Flores.
Fue maestro en la Escuela Nacional de Arquitectura de la UNAM, en donde tuvo entre sus alumnos a Manuel Rocha Díaz. 
Actualmente el centro de cómputo de la Facultad de Arquitectura de la UNAM lleva su nombre.
Fue fundador y primer director de la escuela de arquitectura de la Universidad Iberoamericana. 
Se casó con Delfina Fuentes Ogarrio, con quien tuvo cuatro hijos: el también arquitecto Augusto F. Álvarez Fuentes, el diseñador Manuel Álvarez Fuentes, el embajador Jorge Álvarez Fuentes y el compositor Javier Álvarez.[cita requerida]
Durante su carrera produjo un gran número de edificios que destacan por la fineza de sus detalles y su rigor moderno. Sus diseños tienden a utilizar materiales industriales. Entre los arquitectos que influyeron sobre su obra destacan Mies van der Rohe y Le Corbusier.[cita requerida]
Sin duda alguna, fue uno de los más distinguidos arquitectos funcionalistas mexicanos que siempre siguieron una línea definida durante varias décadas, desde los 30 hasta los 90, con dominio de la escala humana pues, desde un principio, diseñó su obra con base en una retícula modulada.[cita requerida]

### Obras representativas

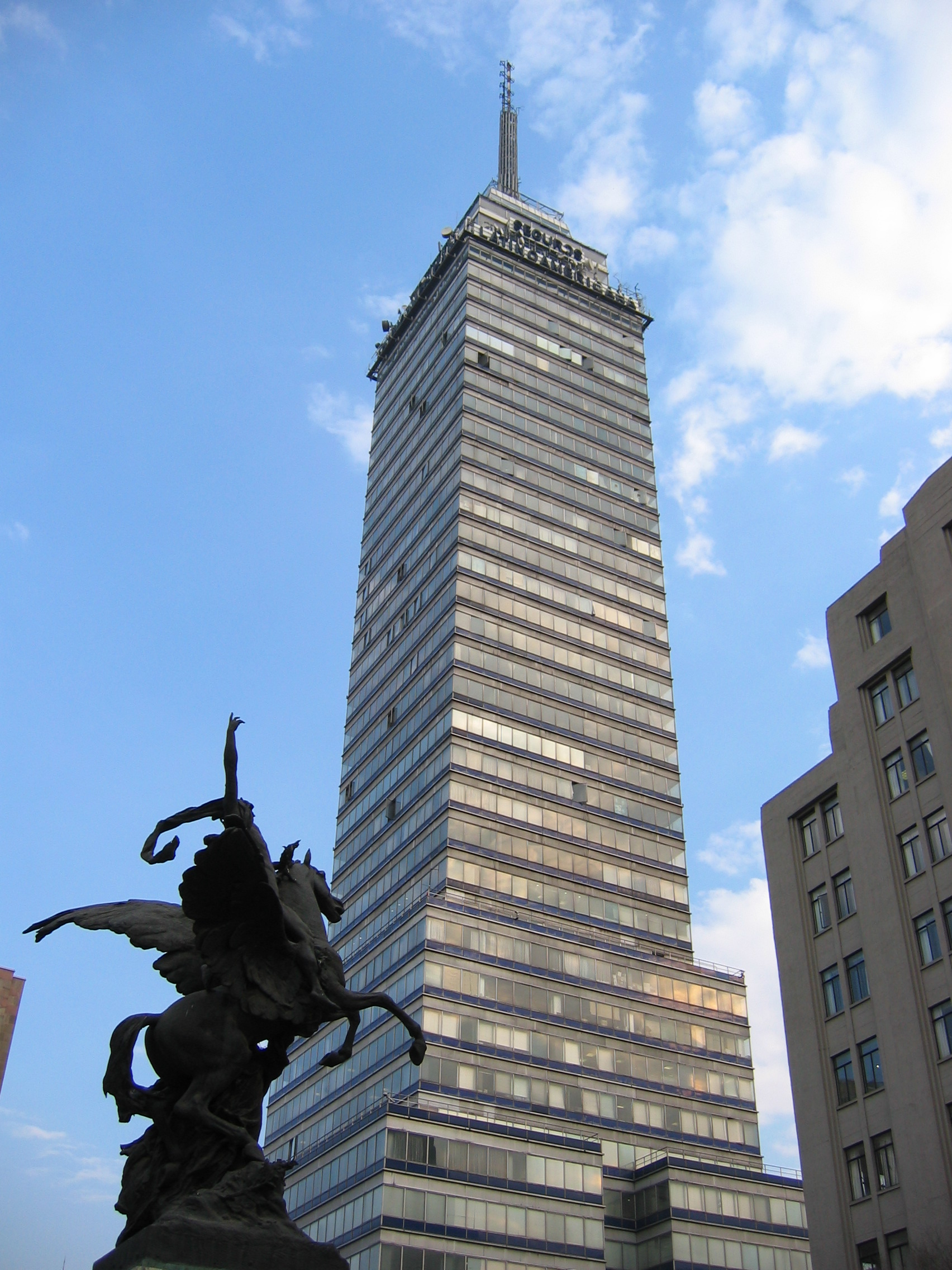
La Torre Latinoamericana, en el Centro Histórico de la Ciudad de México.

- Aeropuerto Internacional de la Ciudad de México
- Escuela de Comercio y Administración de la UNAM, en la Ciudad Universitaria, en la Ciudad de México.
- Banco del Valle de México
- Torre Latinoamericana (en el Centro Histórico de la Ciudad de México)  (1948)
- Edificio Jaysour (Paseo de la Reforma y Varsovia)
- Antigua sede de la Universidad Iberoamericana
- Edificio para la Compañía de Seguros "La Provincial"
- Corporativo IBM (Avenida Mariano Escobedo, Polanco)
- Sede del Arzobispado de México (Cordoba y Durango, Colonia Roma Norte)
- Escuela Bancaria y Comercial (Av. Insurgentes y Av. Paseo de la Reforma, México, D.F.).
- Torre Altus (Bosques de las Lomas)
- Centro Empresarial Cancún (Blvd. Kukulcan, km.12.5, Zona Hotelera Cancún, México)